# Bem Está O Que Bem Acaba

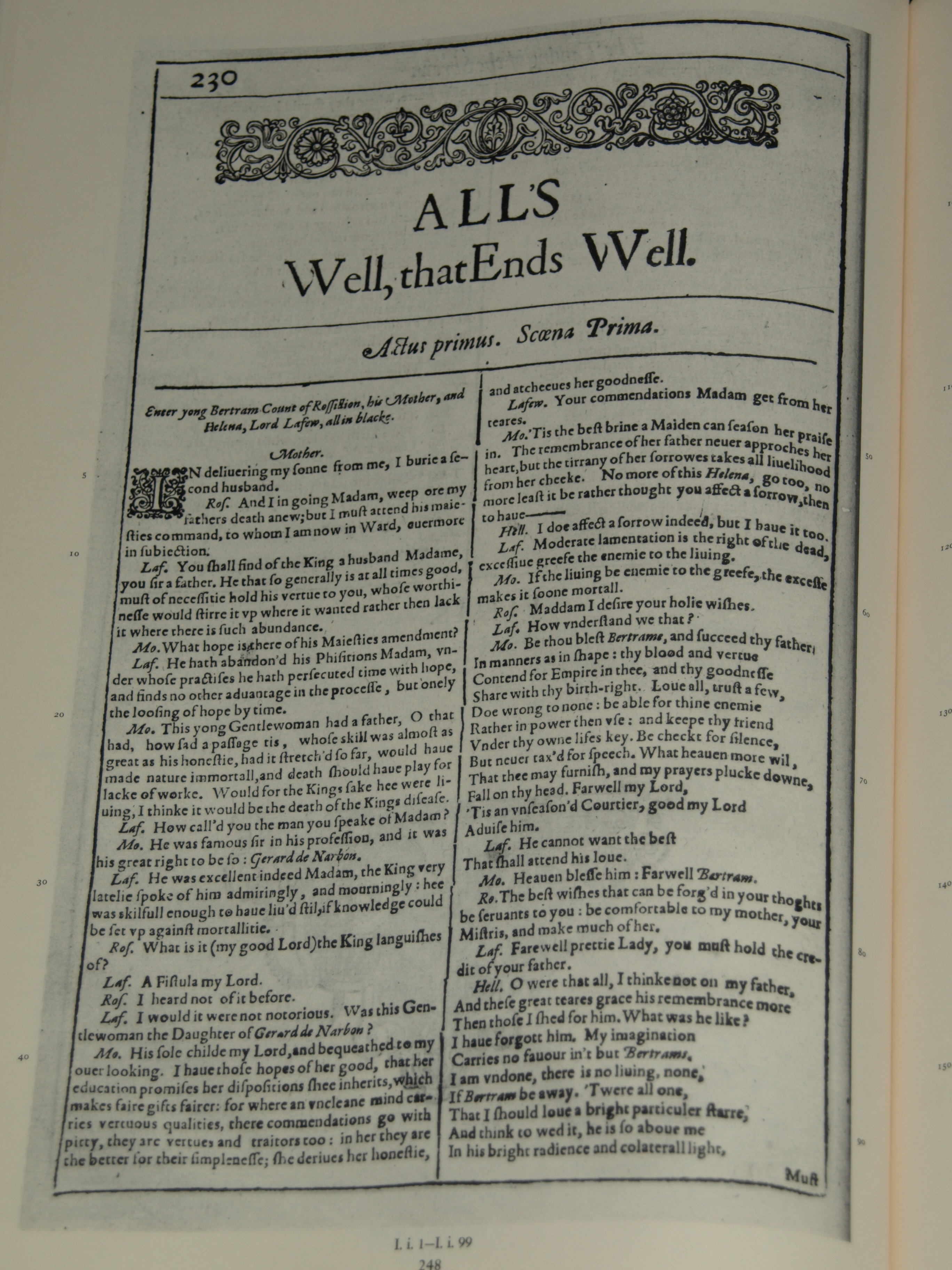
Primeira página de Tudo Bem Quando Termina Bem no First Folio de 1623.

Bem está o que bem acaba  ou Tudo está bem quando termina bem (no original All's Well That Ends Well) é uma peça de teatro de William Shakespeare, inicialmente classificada como uma comédia, embora alguns estudiosos prefiram vê-la como uma tragédia. Provavelmente foi escrita em meados dos anos posteriores ao início da carreira de Shakespeare, entre 1601 e 1608, e foi publicada pela primeira vez no First Folio, em 1623. É uma das peças menos encenadas de Shakespeare.

## Traduções e edições brasileiras
Abaixo, uma lista cronológica das traduções brasileiras de Bem está o que bem acaba. Uma lista talvez ainda mais atualizada pode ser visualizada na página oficial da Fundação Biblioteca Nacional.
- Tradução de Carlos Alberto Nunes: Bem está o que bem acaba, prosa e decassílabos heróicos:
  - Melhoramentos, 1954 e 1958 (edição com Muito Barulho Por Nada e Bem está o que bem acaba);
  - Ediouro, s/d (em Shakespeare – Teatro Completo em 3 vol. “Comédias”);
  - Ediouro, s/d (edição com Muito Barulho Por Nada e Bem está o que bem acaba);
  - Agir, 2008 (em William Shakespeare – Teatro Completo em 3 vol. “Comédias”).

- Tradução de Beatriz Viégas-Faria: Bem está o que bem acaba, L&PM Pocket, 2007.

- Tradução de Elvio Funck: Bem está o que bem acaba, Movimento/EDUNISC, 2019 (edição bilíngue, tradução interlinear).